# Lee County (Georgia)
Das Lee County ist ein County im US-Bundesstaat Georgia der Vereinigten Staaten. Der Verwaltungssitz (County Seat) ist Leesburg.

## Geographie
Das County liegt im mittleren Südwesten von Georgia, ist im Westen etwa 90 km von Alabama und im Süden etwa 110 km von der Nordgrenze Floridas entfernt. Es hat eine Fläche von 938 Quadratkilometern, wovon 16 Quadratkilometer Wasserfläche sind und grenzt im Uhrzeigersinn an folgende Countys: Crisp County, Worth County, Dougherty County, Terrell County und Sumter County.
Das County ist Teil der Metropolregion Albany.

## Geschichte

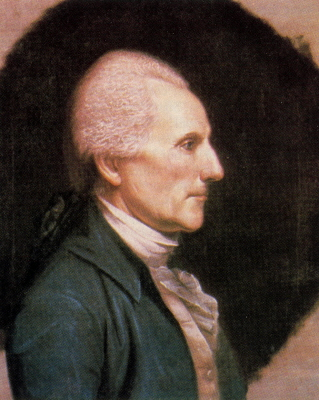
Richard Henry Lee

Lee County wurde am 9. Juni 1825 als Original County gebildet. Benannt wurde es, wie auch Leesburg, nach Richard Henry Lee, der im kontinentalen Kongress vorgeschlagen hatte, dass die neuen Kolonien im Süden frei und unabhängig sein sollten.

Die erste Countyverwaltung im Gerichtsgebäude war in Starkville, bis dies 1856 durch ein Feuer total zerstört wurde. Danach wurde Leesburg County-Sitz. Aber auch dieses brannte 1872  völlig nieder.

## Demografische Daten
Laut der Volkszählung von 2010 verteilten sich die damaligen 28.298 Einwohner auf 9.706 bewohnte Haushalte, was einen Schnitt von 2,83 Personen pro Haushalt ergibt. Insgesamt bestehen 10.276 Haushalte.
79,7 % der Haushalte waren Familienhaushalte (bestehend aus verheirateten Paaren mit oder ohne Nachkommen bzw. einem Elternteil mit Nachkomme) mit einer durchschnittlichen Größe von 3,17 Personen. In 44,4 % aller Haushalte lebten Kinder unter 18 Jahren sowie in 17,5 % aller Haushalte Personen mit mindestens 65 Jahren.
30,8 % der Bevölkerung waren jünger als 20 Jahre, 25,7 % waren 20 bis 39 Jahre alt, 29,9 % waren 40 bis 59 Jahre alt und 13,6 % waren mindestens 60 Jahre alt. Das mittlere Alter betrug 36 Jahre. 49,8 % der Bevölkerung waren männlich und 50,2 % weiblich.
76,9 % der Bevölkerung bezeichneten sich als Weiße, 18,6 % als Afroamerikaner, 0,3 % als Indianer und 2,2 % als Asian Americans. 0,7 % gaben die Angehörigkeit zu einer anderen Ethnie und 1,4 % zu mehreren Ethnien an. 2,0 % der Bevölkerung bestand aus Hispanics oder Latinos.
Das durchschnittliche Jahreseinkommen pro Haushalt lag bei 62.797 USD, dabei lebten 11,9 % der Bevölkerung unter der Armutsgrenze.

## Kultur und Sehenswürdigkeiten

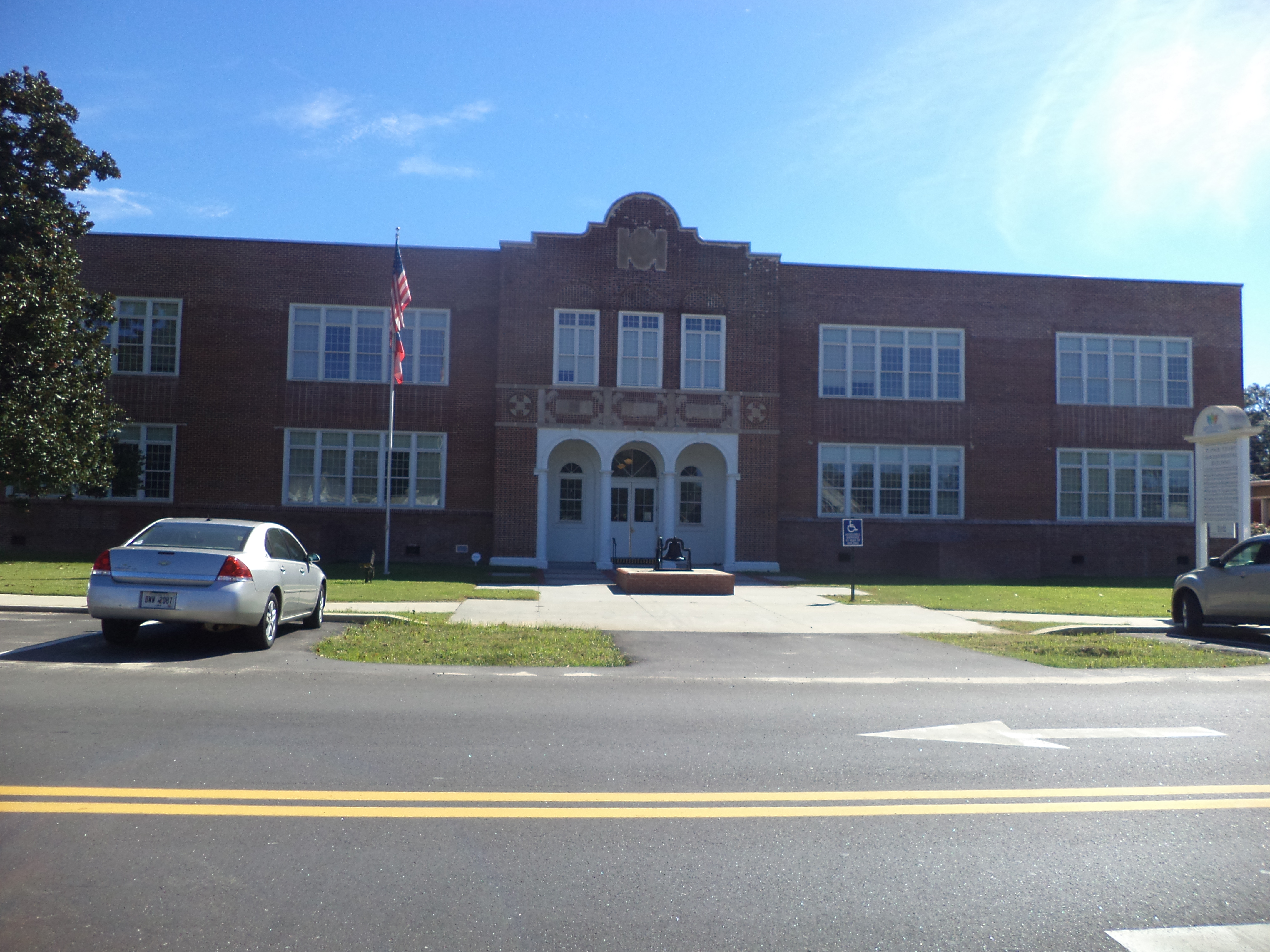
Leesburg High School (2013). Das Schulgebäude wurde im Jahr 1922 im Stile der Colonial-Revival-Architektur fertig gestellt. Es wurde von dem Architekturbüro Dennis & Dennis entworfen, auf das mehrere öffentliche Gebäude in Georgia zurückgehen, die sich im NRHP finden. Im Februar 2006 wurde die Leesburg High School als zweites Objekt des County in das NRHP eingetragen.

Drei Bauwerke im Lee County sind im National Register of Historic Places („Nationales Verzeichnis historischer Orte“; NRHP) eingetragen (Stand 9. Februar 2024), neben dem Gerichts- und Verwaltungsgebäude des County sind dies ein ehemaliger Bahnhof und ein Schulgebäude.

## Orte im Lee County
Orte im Lee County mit Einwohnerzahlen der Volkszählung von 2010:
Cities:
- Leesburg (County Seat) – 2896 Einwohner
- Smithville – 575 Einwohner